# Cochlospermum orinocense
El bototo, flechero, poro-poro o quinilla (Cochlospermum orinocense) es una especie de árbol perteneciente a la familia Bixaceae.

## Descripción
La madera es muy blanda. Su corteza da buena fibra. Las semillas muy plumosas.

## Distribución y hábitat
Crece desde Panamá hasta Brasil, de rápido desarrollo y característico de bosques caducifolios y sabanas.

## Importancia económica y cultural
Usos
La madera blanda es empleada para coagular el látex del caucho de Hevea brasilensis. Su corteza da buena fibra, y parece tener propiedades medicinales para tratar la ictericia. Con ella los tikuna preparan una infusión febrífuga. Las semillas  muy plumosas, se aprovechan en ocasiones como sustituto del algodón en el bordado de tapetes. Los indígenas del Amazonas y el Orinoco forran la parte posterior de las flechas que expulsan con las cerbatanas.

## Taxonomía
Sinonimia
- Bombax orinocense Kunth
- Cochlospermum parkeri Planch.
- Cochlospermum parvifolium Planch.
- Cochlospermum wentii Pulle
- Cochlospermum williamsii J.F.Macbr.
- Maximilianea orinocensis (Kunth) Kuntze
- Maximilianea parkeri (Planch.) Kuntze
- Maximilianea parvifolia (Planch.) Kuntze
- Wittelsbachia orinocensis (Kunth) Mart. & Zucc.[2]